# Трансвит
АО «Трансвит» — один из крупнейших в России производителей радиотехнической и светотехнической продукции. Основное направление деятельности предприятия производство трансформаторов, дросселей, пускорегулирующей аппаратуры офисно-бытовых светильников и светильников для ЖКХ. Компания зарегистрирована и расположена в городе Великий Новгород.
Полное фирменное наименование — акционерное общество «Трансвит»; предыдущее название — Новгородский завод имени XXIV партсъезда.

## История
АО «Трансвит»" ведет свою историю с 1961 года.
Именно в сентябре 1961 года «Постановлением Совета народного хозяйства Ленинградского экономического административного района» путём реорганизации Новгородского кирпично-черепичного завода № 2, был создан «Новгородский завод радиотехнических изделий».
1 августа 1966 года предприятие было реорганизовано в «Новгородский трансформаторный завод».
В апреле 1971 года предприятие было переименовано в «Новгородский завод имени XXIV партсъезда».
20.05.1993 года распоряжением администрации г. Новгорода № 550-рр было создано АО «Трансвит».
С 25 июня 1996 г. завод называется ОАО «Трансвит». (Распоряжение Администрации г. Новгорода № 33 р-р 25.06.1996 года. Предприятие входило в новгородское научно-производственное объединение «Комплекс», куда входили также производственные компании «Комета», «Спектр», «Эльбор» и «Эллипс»).
В мае 2016 года ОАО «Трансвит» было преобразовано в АО «Трансвит».
На сегодняшний день АО «Трансвит» входит в состав Объединенной группы компаний «Трансвит».

## Собственники и руководство
Председатель совета директоров АО «Трансвит» — Кулаков Александр Иванович
Генеральный директор АО «Трансвит» — Шабунин Сергей Николаевич

## Деятельность
АО «Трансвит»" это один из крупнейших в России разработчиков и производителей радиотехнической и светотехнической продукции. Основными направлениями деятельности предприятия являются:
- производство понижающих трансформаторов мощностью до 400 Вт.;
- производство дросселей для систем погружной телеметрии, используемых в нефтегазовой промышленности;
- производство ученических, офисно-бытовых светильников и светильников для ЖКХ;
- производство источников питания в адаптерных и настольных корпусах мощностью до 30 Вт.;
- производство пускорегулирующей аппаратуры;

Объединение имеет в своем составе собственные производства: сборочное, литейное, штамповочное, инструментальное, гальваническое, намоточное, покрасочное. А также своё конструкторское бюро и испытательный центр.
Нашими партнёрами являются крупнейшие предприятия страны, стран ближнего и дальнего зарубежья — производители:
- бытовой радиоэлектронной и вычислительной аппаратуры;
- медицинской и приборостроительной техники;
- лифтового хозяйства;
- насосного оборудования для нефтегазовой отрасли;
- предприятия оборонного комплекса страны.

## Качество продукции
Система управления качеством при изготовлении продукции на предприятиях объединения соответствует требованиям международного стандарта ISO 9001, что засвидетельствовано соответствующими документами. Вся выпускаемая продукция имеет все необходимые сертификаты безопасности.